# Juan José García de Vinuesa
Juan José García de Vinuesa  (Montenegro de Cameros, provincia de Soria, 1814-Sevilla, 26 de octubre de 1865), alcalde de Sevilla.

## Biografía
Trabajó en el ámbito mercantil y se trasladó a Sevilla, para luego tomar también participación en su empresa y de ahí también pasó a ayudar a crear bancos de giro e institutos de crédito comercial hipotecario. En 1839 obtuvo la mano de Doña María de los Ángeles. Tras el crecimiento de su capital pudo consagrarse a la vida política. Fue elegido concejal en 1849, jurando en el Ayuntamiento el 1 de enero de 1850. El 31 de enero de 1854 fue nombrado por la Corona teniente primero de Alcalde, teniendo que dimitir el 1 de julio por una revuelta popular que tumbó a Luis José Sartorius. Ya con el gabinete de O'Donell en el gobierno central fueron elegidos los ediles en Sevilla para el nuevo bienio y en 1858 nombran a García de Vinuesa Alcalde-Presidente, jurando el cargo el 1 de enero de 1859. Dadas sus reformas y su gestión, con un oportuno instinto, Isabel II le definió como Alcalde-Modelo. Hubo de dimitir en 1864, haciendo una dura oposición a los moderados y, al recuperar el mando la Unión Liberal en 1865, fue nombrado alcalde-corregidor de Sevilla.
Fue el alcalde más longevo de la ciudad de Sevilla en todo el siglo XIX, y también el más conocido y popular durante el reinado de Isabel II.
Bajo su mandato, que se desarrolló entre los años 1859 a 1865, se inició la demolición de las murallas medievales que protegían a la ciudad, junto con algunas de sus puertas de acceso.
También fue el primero que descentralizó distintos servicios municipales en distritos, y cerró con la actual verja la Fábrica de Tabacos.
Falleció el 26 de octubre de 1865, contagiado por el cólera mientras asistía a algunas de las víctimas de esa enfermedad.

## Reconocimientos
En su memoria, en el año 1874 el Ayuntamiento de la ciudad rotuló con su nombre la antigua "calle del Mar", hoy calle García de Vinuesa, lugar donde tuvo su residencia.